# Титянис, Гедрюс
Гедрюс Титянис (лит. Giedrius Titenis; род. 21 июля 1989, Аникщяй) — литовский пловец, специализирующийся в плавании брассом, бронзовый призёр чемпионата мира 2009 года на дистанции 200 метров брассом, 4-кратный призёр чемпионатов Европы, призёр чемпионата Европы на «короткой воде», многократный чемпион Литвы. Участник четырёх летних Олимпийских игр (2008, 2012, 2016, 2020).

## Спортивная биография
Родился 21 июля 1989 года в городе Аникщяй Литовской ССР (ныне Литвы). Является членом Плавательного клуба города Аникщяй и тренируется с 2000 года у Zilvinas Ovsiukas.
Дебютировал в 2006 году на юношеском чемпионате мира по плаванию в Рио-де-Жанейро, Бразилия, где завоевал бронзовую медаль на дистанции 200 м брассом, с результатом 2:16,57. В следующем году Титенис вновь завоевал бронзовую медаль на дистанции 100 м брассом на юниорском чемпионате Европы в Антверпене, Бельгия, показав результат 1:02,51. В 2009 году Титянис стал бронзовым призёром на дистанции 200-метров брассом на летней Универсиаде в Белграде. Спустя два года Гедрюс стал двукратным чемпионом Универсиады, при этом на 200-метровке он разделил первое место с новозеландцем Гленном Снайдерсом. В 2014 году Титянис стал трёхкратным призёром чемпионата Европы, однако выиграть хотя бы одну золотую медаль ему не удалось.

### Чемпионаты мира
На чемпионате мира 2007 года литовский пловец выступил в четырёх личных дисциплинах. На 100-метровке брассом Гедрюс смог пробиться в полуфинал, но там занял итоговое 12-е место. На дистанции вдвое длиннее Титянису не удалось пробиться в следующий раунд. По итогам предварительного раунда он занял лишь 32-е место. Чуть лучше Титянис проплыл 50-метровую дистанцию, где на финише Гедрюс показал 31-й результат. Также на этом чемпионате литовский спортсмен попробовал свои силы на 50-метровке вольным стилем, но там Титяниса ждал полный провал. К финишу Гедрюс пришёл лишь 60-м, показав при этом время 23,97. После этой неудачи Титянис на крупных соревнованиях участвовал только в брассе. В комбинированной эстафете сборная Литвы заняла 14-е место.
На мировом первенстве 2009 года Титянис выступил во всех трёх брассовых дисциплинах. На 50-метровой дистанции Гедрюс вновь не смог показать достойного результата, придя к финишу предварительного результата с 20-м результатом. На 100-метровке литовец уверенно преодолел два предварительных раунда и с 6-м временем пробился в финал. По итогам решающего заплыва Титянис занял 6-е место, при этом с третьим местом его разделило лишь 0,32 с. Главного успеха в карьере Гедрюс добился в соревнованиях на дистанции 200 метров. Литовец с 7-м временем преодолел предварительный раунд и с 5-м полуфинал. В финале литовский пловец на протяжении всей дистанции шёл в лидирующей тройке и на финише он стал 3-м, причём помимо Гедрюса обладателем бронзовой награды стал и австралиец Кристиан Шпренгер, показавший абсолютно такое же время. В комбинированной эстафете сборная Литвы заняла 15-е место.
Чемпионат мира 2011 года не принёс литовскому спортсмену ни одной медали. Дважды Титянис пробивался в финальный заплыв, но и на 100-метровой дистанции и на 200-метровке Гедрюс занимал 6-е место. Как и на предыдущих двух первенствах литовский пловец не смог пробиться даже в полуфинал на дистанции 50 метров, став 20-м на предварительном этапе. В комбинированной эстафете сборная Литвы заняла 17-е место.
На чемпионате мира 2013 года Титянис показал очень слабые результаты. На 50-метровой дистанции Гедрюс вновь оказался за пределами первой двадцатки, заняв 29-е место. И на 100-метровке, и на дистанции вдвое длиннее литовский пловец смог добраться только до полуфинала, по итогам которых не смог ни разу пробиться в десятку. В комбинированной эстафете сборная Литвы заняла 13-е место.
На мировом первенстве 2015 года Гедрюс впервые в смог преодолеть барьер первого раунда в плавании на 50 метров брассом, при этом Титянис дошёл до финала, где показал 5-е время. Также в полуфинале данной дистанции литовский пловец, показав результат 27,20 с., установил новый национальный рекорд. На 100-метровке Гедрюс также смог пробиться в финальный заплыв, где показал 6-й результат. Единственной дистанцией, где Титянис не смог показать достойный результат, стала 200-метровка. По итогам полуфинального заплыва литовец занял 11-е место и выбыл из дальнейшей борьбы за медали. В комбинированной эстафете сборная Литвы заняла 12-е место, установив при этом национальный рекорд.

### Летние Олимпийские игры
В 2008 году Гедрюс Титянис принял участие в летних Олимпийских играх в Пекине. Литовский пловец получил возможность выступить только на одной дистанции. По итогам отборочного раунда на 100-метровке брассом Титянис со временем 1:00,11 показал высокий 6-й результат. Для выхода в финал Гедрюсу в полуфинале достаточно было показать такой же результат, как и на предварительном раунде, однако он проплыл дистанцию более чем на 0,5 секунды медленнее и занял лишь итоговое 12-е место.
На летних Олимпийских играх 2012 года в Лондоне Титянис выступил в двух дисциплинах. На предварительном этапе 100-метровки брассом Гедрюс показал 3-е время, а в полуфинале стал 5-м. В решающем заплыве литовский спортсмен показал очень слабое время, не сумев даже выплыть из минуты. В соревнованиях на дистанции 200 метров Титянис с 8-м результатом пробился в полуфинал, где показал 11-е время и выбыл из борьбы за медали.
На Олимпийских играх 2016 года Гедрюс занял 10-е место на дистанции 100 метров брассом, 22-е место на дистанции 200 метров брассом, а также 14-е место в составе сборной Литвы в комбинированной эстафете 4×100 метров.
На Олимпийских играх 2020 года нёс флаг Литвы на церемонии открытия. Выступил на дистанции 100 метров брассом, где не сумел выйти в полуфинал, показав 36-е время среди 47 пловцов (1:00,92).

#### Результаты на летних Олимпийских играх
Зелёным выделены участия в финальных заплывах
| Дистанция                        | 2008 | 2012 | 2016 | 2020 |
| -------------------------------- | ---- | ---- | ---- | ---- |
| 100 метров брассом               | 12   | 8    | 10   | 36   |
| 200 метров брассом               | —    | 11   | 22   | —    |
| Комбинированная эстафета 4×100 м | —    | —    | 14   | —    |

### Наивысшие личные результаты Титяниса
| Дистанция   | Время   | Соревнование        |
| 50 м брасс  | 27,20   | Чемпионат мира 2015 |
| 100 м брасс | 58,96   | Чемпионат мира 2015 |
| 200 м брасс | 2:07,80 | Чемпионат мира 2009 |

| Дистанция   | Время   | Соревнование          |
| 50 м брасс  | 26.38   | Чемпионат Европы 2015 |
| 100 м брасс | 57.02   | Чемпионат Европы 2015 |
| 200 м брасс | 2:07,65 | Чемпионат Европы 2009 |